# Sunset Riders
Sunset Riders (サンセットライダーズ Sansetto Raidāzu) é um jogo de faroeste, no estilo plataforma 2D, desenvolvido pela Konami em 1991 para arcade. Posteriormente em 1992 e 1993 foi portado para os consoles Mega Drive e Super Nintendo, respectivamente. Nas versões de fliperama é possível encontrar maquinas que usem apenas dois jogadores, e outras capazes de usar todos os quatro personagens simultaneamente, sendo que os ports para os consoles a ultima opção não é permitida nem mesmo com uso de Multitap.
A famosa trilha-sonora do game foi composta por Motoaki Furukawa.
Foi considerado o 88o melhor game do Snes pela IGN.

## Sinopse
Sunset Riders é um jogo de faroeste em que quatro caçadores de recompensas percorrem o Velho Oeste dos Estados Unidos em busca dos mais terríveis foras-da-lei.
No começo de cada fase, é mostrado ao jogador um cartaz com o nome do bandido a ser eliminado, o valor da recompensa e a famosa frase: "Procurado vivo ou morto"( "Wanted dead or alive" em inglês).
O jogo possui oito fases. Conforme o jogador vai avançando, as fases vão se tornando mais difíceis e as recompensas maiores. Cada fase representa uma parte dos Estados Unidos, da primeira fase na costa oeste, indo a ultima na costa leste.

## Personagens
Os 4 personagens são:
Steve: Steve é loiro e de olhos azuis. Usa chapéu e botinas rosas, bandana rosa-choque, camisa amarelo-pálida, colete preto e calça amarela com suspensórios rosas. Nas fases em que o player joga montado em um cavalo (fases 2 e 7), ele monta um cavalo de cor branca.
Billy: Billy é loiro, de olhos azuis e nariz pontudo, usa roupas azuis. Nas fases em que o player joga montado em um cavalo (fases 2 e 7), ele monta na verdade um Corcel de cor preta.
Bob: Bob possui longos cabelos loiros, olhos azuis, colete amarronzado, camisa verde clara e calças verdes. Ele usa um chapéu vermelho que cai atrás das costas. Nas fases em que o player joga montado em um cavalo (fases 2 e 7), ele monta um cavalo cor de pêssego
Cormano: Cormano é de origem mexicana. Possui olhos de tom violeta, cabelos e barba castanho-escuros, chapéu rosa-choque, capa rosada com detalhes em vermelho, calça vermelha e botinas azuis. Seu principal rival é o inimigo mexicano El Greco (por isso, quando o player o derrota, Cormano pega o seu sombrero e passa a usá-lo até o final do jogo). Nas fases em que o player joga montado em um cavalo (fases 2 e 7), ele monta um cavalo de cor vermelha. 
Steve e Billy usam Revólvers (tiro mais rapido e concentrado), enquanto que Bob e Cormano usam espingardas (tiro mais lento, porém cobrindo uma área maior). A espingarda de Cormano possui um cano mas mais curto e mais cromado que a de Bob.
A versão para Mega Drive disponibiliza apenas dois personagens: Billy e Cormano.

## Bandidos e fases
Ao final de cada fase, deve-se enfrentar o bandido que aparece no cartaz do início. São 8 bandidos ao todo.
Simon Greedwell: Na primeira fase você vai em busca de Simon Greedwell, um fazendeiro e banqueiro corrupto que usa um rifle e comanda vários capangas. É paga a recompensa de $ 10.000 pela sua captura. Durante a sua chegada, ele profere a frase "It's Time To Pay" (É hora de pagar!) e quando é derrotado diz: "Bury Me With My Money" (Me enterre com o meu dinheiro).
Hawkeye Hank Hatfield: Um pistoleiro rápido no gatilho e muito ágil. É paga a quantia de $ 20.000 por sua captura. Sua frase de abertura é "Draw Pilgrim!" (Saque forasteiro!), e a frase de derrota é "You Got Me!" (Você me pegou!).
Dark Horse: Um homem forte, armado com revólver que monta em um cavalo preto blindado. Frase inicial - "You In Heap Big Trouble!" (Você se meteu numa grande enrascada). Frase final - "Me In Heap Big Trouble!" (Eu me meti numa grande enrascada).
The Smith Bros: Dois irmãos gêmeos que estão tocando o terror em um Saloon. Eles jogam bombas, dinamites e lanternas de querosene. Paga-se $ 40.000 pela captura. Quando o último dos irmãos morre, ele diz: "That was a bang!"
El Greco: Um mexicano, rival de Cormano, que se defende com um escudo e ataca com um chicote. Suas frases inicial e final são as mesmas: "Adios, Amigo!"
Chief Scalpem (Wigwam): Um Xamã índio que arremessa, se defende e ataca com facas. Fala inicial: "Ready for a Pow Wow?". Não possui fala final. Porém, ao ser derrotado, enquanto espera pelo tiro de misericórdia, sua irmã aparece e diz: "please, please, don't shoot my brother his only folowing orders" (ou seja, implora ao jogador que não atire nele porque ele estava apenas executando ordens). O personagem então responde: "alright ma'm we won't ..." (Ok, senhorita, nós não atiraremos...)
Paco Loco: Um guerrilheiro que utiliza um metralhadora, acima do portão de um forte militar. É obeso e calvo. Ele luta do topo de forte (a base de Richard Rose). Sua frase inicial é: "I say, bit of bad luck!" (algo como: você está com um baita azar). Uma vez derrotado, suas últimas palavras são "Hasta la bye bye".
Sir Richard Rose: O último chefe, um inglês que atira atrás de um palácio e usa uma armadura à prova de balas.

## Versão do Mega Drive
Apesar de ser duramente criticada como inferior, a versão lidou com grandes entraves nos contratos de exclusividade. Além do fato de ter sido a primeira vez que a Konami trabalhou com a arquitetura do console da SEGA. Sendo então, a citada versão, um jogo inspirado no original, e não um título portado para o Mega Drive. que apesar de ter recebido um jogo inferior tecnicamente, a começar por ter apenas 8 bits, o jogo tem particularidades únicas. Como um modo de jogo um contra um, e um uma jogabilidade mais refinada, através de uma mecânica de trava de mira.

## Diferenças das Versões Consoles em comparação à Versão Arcade
| Mega Drive | SNes |
| --- | --- |
| - Só tem 4 fases, sendo que foram retiradas as duas fases em que você monta um cavalo. Porém, as fases bônus do Mega Drive são a cavalo e inclusive o inicio delas é idêntico a versão original do Arcade. - As fases foram inteiramente redesenhadas, e apenas lembram as do original. - Só tem 2 personagens selecionáveis: Billy e Cormano. - Na fase do trem o inimigo original é o El Greco, que é rival de Cormano, porém na versão da Sega esse inimigo não existe e é substituído por Paco Loco. - Graficamente bem inferior às outras versões. - Não tem vozes durante o jogo, e a qualidade das músicas é inferior. - Nesta versão, há um sistema de trava de mira, melhorando bastante a jogabilidade. - O Título do Mega Drive, é o único a disponibilizar um modo de jogo um contra um. | - Gráficos e trilha sonora em um nível próximo ao original. - Todas as fases e chefes, apesar de algumas trocas de nomes. - Todos os 4 personagens disponíveis, apesar de só ser possível jogar de 2 players. - Algumas imagens censuradas, como as “garotas explosivas” que foram substituídas por homens, as dançarinas do bar vestem roupas bem mais comportadas que as do arcade, não há inimigos indígenas ao longo do jogo, exceto pelo chefe Escalpo, e não há qualquer menção à bebidas alcoólicas. |